# Montorio al Vomano
Montorio al Vomano község (comune) Olaszország Abruzzo régiójában, Teramo megyében.

## Fekvése
A megye központi részén fekszik, a Vomano folyó völgyében. Határai: Basciano, Colledara, Cortino, Crognaleto, Fano Adriano, Teramo és Tossicia.

## Története
Területén valószínűleg már a rómaiak idejében egy jelentősebb település létezett. Ennek bizonytéka egy feltárt Héraklész-templom romjai. A mai település a középkor során alakult ki, amikor a területe nápolyi nemesi családok fennhatósága alatt volt. Önálló községgé a 19. század elején vált, amikor a Nápolyi Királyságban felszámolták a feudalizmust.

## Népessége
A népesség számának alakulása:

## Főbb látnivalói
- a 15. században épült San Rocco-templom
- a 16. században épült kapucinus kolostor és Santa Maria della Salute-templom
- a 18. században épült Santa Maria degli Zoccolanti-templom
- a római kori Héraklész templomának maradványai

## Testvérvárosok
- Amatrice, Olaszország
- Aprilia, Olaszország